# The City of Terrible Night
The City of Terrible Night est un film muet américain réalisé par George Lessey et sorti en 1915.

## Fiche technique
- Réalisation : George Lessey
- Scénario : Mrs George Hall, d'après une histoire de Rudyard Kipling
- Date de sortie :  États-Unis : 2 avril 1915

## Distribution
- King Baggot : Walter Herron
- Arline Pretty : Tessa
- Ned Reardon : Seneti
- Frank Smith : Luigi
- Ed Duane : le valet